# Pousette
För alfabetisk lista över personer med efternamnet, se Pousette (efternamn)
Pousette är en svensk släkt med vallonskt ursprung.

## Historik
Pousette är en av Sveriges största vallonsläkter och skrevs ursprungligen Poncet. Släkten har stark koppling till bruken i norra Uppland, där släktmedlemmarna verkade framförallt under första århundradet efter ankomsten till Sverige på 1620-talet. Stamfäder för släkten är bröderna Gottfrid och Martin Pousette vilka skrev kontrakt i Liège i östra Belgien 1627 och från 1629 arbetade vid Lövsta bruk. Gottfrid Pousette verkade vid Forsmarks bruk 1640–1649 och var några år senare vid Gimo bruk medan Martin Pousette verkade vid Österby bruk och bruket i Nora innan han 1644–1651 var verksam vid bruket i Hillebola.
I Svenska släktkalendern 1963 och 1974 redovisas Gävlegrenen av släkten Pousette utgående från grosshandlaren och skeppsredaren Johan Fredrik Pousette (1816–1880). Släkten uppges där vara en hugenottsläkt som inkom till Sverige samtidigt med vallonerna.

## Stamtavla över kända medlemmar
- - Gottfrid Pousette (levde åtminstone mellan 1595 och 1651), smältarmästare, Gimo bruk
    - Frans Pousette (ca 1615–1691), smältare, Österby bruk
      - Gottfrid Pousette (ca 1645–1731), smältare, Österby bruk
        - Gottfrid Pousette (1685–1731), hammarsmed, Österby bruk
          - Jakob Pousette (1719–1768), bokare, Österby bruk
            - Henrik Pousette (1753–1821), smältardräng, Österby bruk
              - Johan Jakob Pousette (1796–1839), klensmed, Österby bruk
                - Charlotta Pousette (1836–1921)
                  - Alma Matilda Hübinette (1861–1899), gift med John Morén, kyrkomusiker, tonsättare[4]

    - Noak Pousette (ca 1622–1703), smältare, mjölnare, Österby bruk
      - Noak Pousette (1669–1749), smältardräng, Skebo bruk
        - Johan Pousette (1712–1790), smältardräng, Skebo bruk
          - Johan Pousette (1753–1829), smältardräng, strådverksgesäll, Skebo bruk
            - Johan Raphael Pousette (1775–1844), rättare, Edsbro masugn
              - Johan Pousette (1802–1881), kusk, djurläkare
                - August Ferdinand Pousette (1830–1881), hammarsmed, smältare
                  - Johan Peter Pousette (1852–1932), smältare i Brattfors
                    - Karl Hjalmar Pousette (1880–1950), järnarbetare
                      - Rune Pousette (1917–2008), förste byråsekreterare vid Kungliga järnvägsstyrelsen[5] sedan byrådirektör vid SJ[6]
                        - Åke Pousette (född 1949), professor

                  - Karolina Pousette (1862–1941), gift med Wilhelm Zakarias Wilhelmsson, järnarbetare
                    - Sigurd Pousette (1892–1946), korrespondent
                      - Ingemar Pousette (1926–2000), direktör

              - Per Magnus Pousette (1805–1888), skogvaktare, Edsbro
                - Karl Johan Pousette (1829–1897), skogvaktare, Edsbro
                  - Magnus Fridolf Pousette (1864–1935), skogvaktare, Edsbro
                    - Karl Vilhelm Pousette (1889–1980), sågverksarbetare, maskinist, Edsbro
                      - Dan Wilhelm Pousette (1915–1984)
                        - Tomas Pousette (född 1950), chefsekonom

  - Martin Pousette (ca 1610–1651), smältarmästare, Hillebola bruk
    - Mårten Pousette (1646–1702), räckardräng, Älvkarleö bruk, "enl K Lindblom trol son till Martin"[1]
      - Mårten Pousette (1675–1745), mästersven, Älvkarleö bruk
        - Johan Pousette (1718–1760), smed, Älvkarleö bruk
          - Mårten Pousette (1752–1797), manufaktursmed, spiksmed, Älvkarleö bruk
            - Lars Pousette (1781–1837), mästersven, Älvkarleö bruk
              - Lars Gustav Pousette (född 1809), uppsättare, rättare, Gysinge bruk
                - Lars Fredrik Pousette (1832–1902), mästersven, Gysinge bruk
                  - Karl Fredrik Pousette (1859–1910), snickare, Gysinge bruk sedan Stockholm
                    - Gerda Kristina Pousette (1892–1983), gift med Simon Svensson, byggnadsingenjör och arkitekt, hade barn som upptog namnet Pousette

              - Johan Fredrik Pousette (1816–1880), grosshandlare, skeppsredare i Gävle, bildade Gävlegrenen
                - Fredrik Pousette (1851–1905), kapten, godsägare
                  - Harald Pousette (1886–1975), diplomat
                    - Tage Pousette (1921–2012), diplomat

### För närvarande oplacerad gren 1
- Karl Anders Pousette (1792–1873), juvelerare, guldsmed, av "okänd moder"[1]
  - Mauritz Pousette (1824–1883), skådespelare, gift med Charlotte Pousette och sedan med Johanna Vilhelmina Hagelin[7]
    - Mauritz Ingemar Pousette (1881–1952), ingenjör[7]
      - Carl-Gustaf Pousette (1912–1966), ingenjör
        - Madeleine Pousette (född 1943), journalist[8]

### För närvarande oplacerad gren 2
- Anna Pousette, gift? med Anders Lundström, kyrkvakt i Adolf Fredrik, Stockholm[9]
  - Anna de Wahl (1844–1889), skådespelare, gift med Oscar de Wahl, kompositör, dirigent, arrangör[9]
    - Anders de Wahl (1869–1956), skådespelare

### Uppslagsverk
- Olsson, Jan (2013). ”Släkten Pousette”. Vallonskivan 4 (Version 4.0). Sundbyberg: Sällskapet Vallonättlingar. Libris 17368692. ISBN 978-91-98118-41-4
- Sveriges befolkning 1880. Ramsele: Svensk arkivinformation (SVAR), Riksarkivet. 2010. Libris 11907732. ISBN 978-91-88366-90-0
- Sveriges befolkning 1890 (ett samarbetsprojekt mellan Arkion/SVAR och Sveriges släktforskarförbund). Stockholm: Riksarkivet. 2003. Libris 9240041
- Sveriges befolkning 1900 (Version 1.00). Ramsele: Sveriges släktforskarförb. 2006. Libris 10184558
- Sveriges befolkning 1970 (Version 1.00). Stockholm: Sveriges släktforskarförb. 2002. Libris 8861349. ISBN 91-87676-31-1
- Sveriges befolkning 1980. Stockholm: Sveriges släktforskarförb. 2004. Libris 9632925. ISBN 91-87676-37-0
- Sveriges befolkning 1990. Ramsele: Svensk arkivinformation (SVAR), Riksarkivet. 2011. Libris 12076919. ISBN 978-91-88366-91-7
- Rotemannen. Stockholm: Stadsarkivet. 2012. Libris 12566308
- Sveriges dödbok 1901–2013 Swedish death index 1901-2013 (Version 6.0). Solna: Sveriges släktforskarförbund. 2014. Libris 17007456. ISBN 978-91-87676-64-2
- Begravda i Sverige (Version 2.0). Sundbyberg: Sveriges släktforskarförbund. 2012. Libris 13517533. ISBN 978-91-87676-71-0